# La mia sera
La mia sera è una poesia di Giovanni Pascoli, composta nel 1900 e appartenente alla raccolta dei Canti di Castelvecchio.

## Struttura e composizione
fu quella che vedo più rosa 

nell'ultima sera.»
(La mia sera, vv. 22-24)
La poesia è caratterizzata dall'analogia tra la serenità del paesaggio serale, subentrata dopo una tempesta, e lo stato d'animo del poeta. L'osservazione della natura, presente soprattutto nella prima parte del testo, lascia progressivamente spazio alle considerazioni personali di Giovanni Pascoli sulla propria interiorità.
Strutturata in cinque strofe, ognuna composta da sette novenari e un senario, che finisce sempre con la parola «sera», scritti in rime alternate secondo lo schema ABAB CDCD, la poesia fa ampio ricorso a voci onomatopeiche, che trasmettono delle sensazioni uditive come il gracidio delle rane nei campi («gre gre», ripetuto in «allegre renelle»), «tremule foglie», o il «don don» delle campane vespertine che si trasforma nel ricordo d'infanzia della voce materna nella notte («dormi»); quest'ultimo suono è sottolineato dall'anticlimax degradante di altri termini onomatopeici come «cantano», «sussurrano», «bisbigliano» che rendono l'idea di una progressiva discesa verso il sonno, metafora della morte, che porterà ristoro dopo la giornata tempestosa della vita.

### Analisi
Il passaggio dalla tempesta del giorno alla quiete della sera è evidenziato dal contrasto semantico di vari elementi, come le coppie «lampi»/«stelle», «scoppi»/«pace», «cupo tumulto»/«dolce singulto», «fulmini»/«cirri», nube «nera»/«rosa»: metafore del dolore che si tramuta in una gioia serena.
Nella poesia ritorna inoltre la tematica pascoliana del «nido», usato come metonimia per indicare i piccoli di rondine che, a causa del temporale, durante il giorno non hanno potuto sfamarsi, così come il poeta non ha potuto ricevere la sua porzione, già piccola, di felicità, per la morte prematura dei genitori: questo richiamo autobiografico risulta appena accennato dalle parole «né io» seguito da significativi punti di sospensione.
L'ultima strofa è invece quella più densa di ricordi personali, che sembrano affiorare alla mente in maniera spontanea e confusa come i pensieri prima dell'addormentamento, recanti le impressioni del giorno. La sinestesia delle «voci di tenebra», che con un ossimoro viene detta «azzurra» come il colore del cielo serale, conduce il Pascoli in quell'aura di rievocazioni tipiche della vecchiaia, che gli fanno rivivere la prima infanzia, quando veniva cullato dalle cantilene della madre.
I travagli e le asperità della vita si sono dissolti, come d'incanto, nel lieto e rassicurante ritorno al nido originario.

## Raffronti letterari
È riscontrabile una certa somiglianza tra La mia sera del Pascoli, e La quiete dopo la tempesta di Leopardi, poiché entrambe le poesie partono dal medesimo evento fisico per giungere al suo corrispettivo sul piano spirituale. Quest'ultimo, tuttavia, in Leopardi concerne una legge universale che accomuna tutti gli uomini (la natura effimera del piacere che nasce dal dolore), mentre nel Pascoli è un motivo strettamente autobiografico e originale: quello di una lieta quiete inaspettata dopo la tempesta.